# Clone High
Clone High est une série télévisée d'animation pour adultes américano-canadienne en treize épisodes de 25 minutes, créée par Phil Lord, Chris Miller et Bill Lawrence et diffusée entre le 2 novembre 2002 et le 10 février 2003 sur Télétoon et MTV.
La série est inédite en France et Belgique.

## Synopsis
Clone High est une école secrètement dirigée par le gouvernement, peuplée de clones de figures historiques comme Abraham Lincoln, Jeanne d'Arc, Gandhi, Cléopâtre, John F. Kennedy et d'autres.

## Reboot
Un reboot de la série est annoncé en 2020, en cours de productions par MTV Studios mais en 2024, à la suite d'une décision de HBO Max, la série est une nouvelle fois annulée.

## Voix belges
- Philippe Tasquin : Abe Lincoln, Abraham Lincoln et M. Sheepman
- Nessym Guetat : Larry Hardcore / le Dealer, George Washigton Carver, X-Stream, Mike, M. Butlertron (le majordome), Sir Corrector (Scangarde en VO), Dan Patrick, Ashley Angel et John Stamos
- Benoît Grimmiaux : John Fitzgerald Kennedy, Wally, Tommy Walter, Genghis Khan et le narrateur
- Damien Gillard : le proviseur Scudworth, Tom Green (épisode 3)
- Nicolas Dubois : Gandhi, le père adoptive de Gandhi
- Marie Van Ermengem : Jeanne d'Arc, Marie-Antoinette, Marie Curie et Geldhemoor
- Catherine Conet : Cléopâtre
- Martin Spinhayer : M. le Petit Peluche, Marilyn Manson, Eleanor Roosevelt, Doug Precourse le camonnieur, le père adoptive d'Abe, Chris Berman, le colonel proviseur et voix additionnelles
- Emmanuel Dekoninck : l'interprète du générique
- Philippe Résimont : Peany, Toots, l'officier du police, Ponce de Leon, Carl, Jules César, Thomas Edison et voix additionnelles
- Sophie Landresse : la caissière (épisode 1)
- Nathalie Stas et Marie-Lyne Landerwyn : voix additionnelles

## Épisodes
1. Bière et paix
2. Campagne extrêmement extrême
3. Le S.D.A. ou le syndrome de déficit d'attention
4. L'émeute mémeut
5. Itinéraire d'un enfant gâteux
6. L'étoffe des zéros
7. Les grandes expériences
8. Une tempête se prépare
9. Les raisins secs de la colère
10. Les détritus tuent
11. La fête du flocon
12. Relookage
13. Folle nuit à l'abattoir